# Bracon testaceus
Bracon testaceus är en stekelart som först beskrevs av Brethes 1909.  Bracon testaceus ingår i släktet Bracon och familjen bracksteklar. Inga underarter finns listade.